# André McFarlane
André McFarlane (George Town, 1º novembre 1989) è un calciatore britannico delle Isole Cayman, difensore del George Town.

## Carriera

### Club
Ha giocato nella massima serie del campionato delle Isole Cayman con il Future e il George Town.

### Nazionale
Ha esordito in Nazionale nel 2010, giocando 6 partite di qualificazione ai Mondiali 2014.